# Leon N. Cooper
Leon Neil Cooper (Nueva York, 28 de febrero de 1930-Providence, 23 de octubre de 2024) fue un físico y profesor universitario estadounidense galardonado con el Premio Nobel de Física del año 1972.

## Biografía
Cooper nació el 28 de febrero de 1930 en la ciudad norteamericana de Nueva York. Se licenció en física en la Universidad de Columbia, convirtiéndose posteriormente en profesor en la Universidad Brown, (Providence) así como en profesor invitado en universidades de Noruega, Italia y Francia.
Ejerció la docencia en varias universidades norteamericanas y europeas. Discípulo de J. Bardeen, a partir de 1956 desarrolló con Bardeen y Schrieffer, la moderna teoría de la superconductividad, de gran importancia en la física de los metales, en el estudio de la estructura nuclear, en Astrofísica y en física de las partículas elementales.

## Investigaciones científicas
Interesado en la física del estado sólido, en 1957 desarrolló, junto a John Bardeen y John Robert Schrieffer, la Teoría BCS de la superconductividad, por la cual a muy baja temperatura se manifiesta en los electrones una gran fuerza de atracción que les hace fluir agrupados en pares llamados pares de Cooper, de modo que, al pasar cerca de un núcleo atómico, el primer electrón cede energía que es después recuperada por su compañero. Esta teoría tuvo su origen en 1911 en el descubrimiento por parte del neerlandés Heike Kamerlingh Onnes sobre la falta de resistencia del mercurio a las corrientes eléctricas a temperaturas cercanas al cero absoluto.
Fue compañero de investigaciones de Alfred P. Sloan entre 1959 y 1966.
Posteriormente realizó investigaciones en el Instituto de Estudios Avanzados de Princeton y en el Consejo Europeo para la Investigación Nuclear (CERN).
En el 1972 fue galardonado con el Premio Nobel de Física, junto con John Bardeen y John Robert Schrieffer, por sus trabajos conjuntos sobre la teoría de la superconductividad, conocida como Teoría BCS.
Además del Premio Nobel, el Doctor Cooper ha recibido el premio Comstock (junto a Schrieffer) de la Academia Nacional de Ciencias de Estados Unidos; el Award of Excellence y la medalla Descartes de la Universidad René Descartes entre otras distinciones.